# سيبتيميوس أنتيوتشوس
سيبتيميوس أنتيوتشوس، كان مغتَصِب روماني في ولاية سوريا الرومانية أثناء أزمة القرن الثالث؛ توفي بعد عام 273.
عام 272 ميلادي، هزم الإمبراطور أوريليان مملكة تدمر؛ وقع الملك التدمري فابالاثيوس ووالدته زنوبيا في أسر الرومان. عام 273 للميلاد، اندلع تمرد آخر ضد الحكم الروماني في تدمر. تقارب المتمردون بادئ الأمر من الحاكم الروماني مارسيللينوس لاقناعه بأن يصبح الإمبراطور، لكنه تظاهر بالنظر في العرض حتى تمكّن من إرسال رسالة إلى الإمبراطور أوريليان حذّره فيها من التمرد..  بينما كان المتمردون ينتظرون، قرروا رفع سيبتيميوس أنتيوتشوس، ابن زنوبيا، إلى المرتبة الأرجوانية. عندما تلقى الإمبراطور رسالة مارسيلينوس، تصرّف بسرعة، وفي ربيع عام 273، أعيدت المدينة إلى الحكم الروماني، وعاقب أورليان المدينة بشدّة، لكن يُزعَم أن أنتيوتشوس قد نجا.

## المصدر
- Zosimus, Historia Nova 1,60-61